# Alfred James Hipkins
Alfred James Hipkins   (Londres, 17 de juny de 1826 - Londres, 3 de juny de 1903) fou un musicòleg anglès.
Interessat per la música, va començar a treballar als 14 anys al fabricant de pianos "John Broadwood & Sons" com a afinador de pianos abans d'escalar ràpidament. Va aprendre a tocar el piano tot sol, es va formar amb un músic professional i després va aprendre l'orgue el 1844.
Intèrpret amb talent malgrat l'escassa formació que havia rebut, es va interessar encara més per l'estudi de les ciències musicals i la història dels instruments, en particular pel teclat, dels quals es va convertir en un especialista de renom internacional, combinant coneixements enciclopèdics i experiència tècnica. Així, el 1881 va rebre l'encàrrec d'avaluar els instruments dels castells reials d'Alemanya; durant la dècada de 1880 i 1890 va donar conferències-concerts sobre clavicèmbals (Kirkman i Shudi) pertanyents a la col·lecció de la seva firma.
Va ser el primer pianista anglès a mitjan segle que va dedicar recitals a Chopin, l'obra de la qual encara era poc coneguda a Gran Bretanya. També és autor de records sobre Chopin, publicats el 1937 per la seva filla sota el títol de "Com tocava Chopin".
Va col·laborar en nombroses revistes i enciclopèdies i va publicar nombrosos articles i llibres, sobretot Una descripció i història del pianoforte i dels instruments de corda de teclat més antics (1896).
És el pare de la retratista anglesa Edith Hiipkins.